# Jenny von Voigts
Johanne Wilhelmine Juliane von Voigts (nota anche come Jenny; Osnabrück, 5 giugno 1749 – Melle, 29 dicembre 1814) è stata una scrittrice tedesca.

## Biografia
Il padre di Jenny von Voigt fu Justus Möser, che, in quanto consigliere privato di giustizia di Osnabrück , si occupò della reggenza per conto del principe-vescovo di Osnabrück, Federico Augusto, duca di York e Albany, che inizialmente era minorenne e in seguito trascorse molto tempo all'estero. Sua madre fu Regina Juliana Möser, nata Brouning. Friedrich Nicolai, editore e amico della casa, scrisse di lei: “... una donna rara, per spirito, cuore e sapienza". La famiglia apparteneva alle ricca borghesia di Osnabrück e viveva in una spaziosa casa in stile rococò sita in Hakenstraße 10, nel centro di Osnabrück. Fino al 204 essa fu la sede della scuola secondaria intitolata in onore di Justus-Möser. I vicini erano le famiglie von Bussche, von Nehem, von Morsey-Picard e von Stael-Wulften. Il nonno e il bisnonno di Jenny erano al servizio dell'elettore Ernesto Augusto di Hannover e il trisnonno era il primo cittadino di Osnabrück.
Jenny aveva un fratello di un anno più giovane. In seguito, i Möser accolsero in casa altre due figlie adottive, Juliane von Lengerken e Friderike Friderici. I bambini crebbero in una cerchia familiare chiusa. Mentre il figlio veniva istruito da un precettore, Jenny veniva istruita dalla madre e da una governante amica della famiglia di nome Lindemann, che in seguito divenne la moglie dell'avvocato Graff di Osnabrück. Oltre alla formazione linguistica in inglese, italiano e francese, lesse opere inglesi e francesi (Rousseau, Voltaire) in lingua originale. Imparò anche a suonare il pianoforte.
Nell'estate del 1766, Jenny si mise in viaggio verso Brunswick per fare visita al suo parente Abate Jerusalem. Inizialmente si sentì inibita nei suoi confronti: ebbe infatti a dire che a Osnabrück aveva molta libertà, mentre lì doveva sentirsi a casa. Ben presto le si aprirono nuove prospettive, come la visita all'opera, che trovò arricchente.
Dal 1763 mantenne un'amicizia di penna con Thomas Abbt, che aveva accettato la carica di consigliere di corte e di governo presso la corte di Schaumburg-Lippe, a Bückeburg. Il progetto originario di sposare Abbt fu infranto dalla morte prematura di quest'ultimo, avvenuta il 3 novembre 1766. Tuttavia, su richiesta della famiglia, si fidanzò nel gennaio 1768 e, il 4 maggio dello stesso anno, sposò il consigliere privato Johann Gerlach Jost von Voigts (1741-1797) di Celle.  Grazie alla mediazione di Justus Möser, quest'ultimo divenne inizialmente direttore della neocostituita lotteria di Osnabrück e ricevette il titolo di consigliere. Nel 1776 fu nominato commissario forestale. Dopo il matrimonio, Jenny visse con il marito nella tenuta di famiglia, ad Haus vor Melle, che si trovava a nord del centro di Melle, di fronte alla porta della città. Il suo matrimonio senza figli divenne presto un peso, ma ella si rassegnò al suo destino, accogliendo dei bambini in affidamento e finanziandone l'educazione.

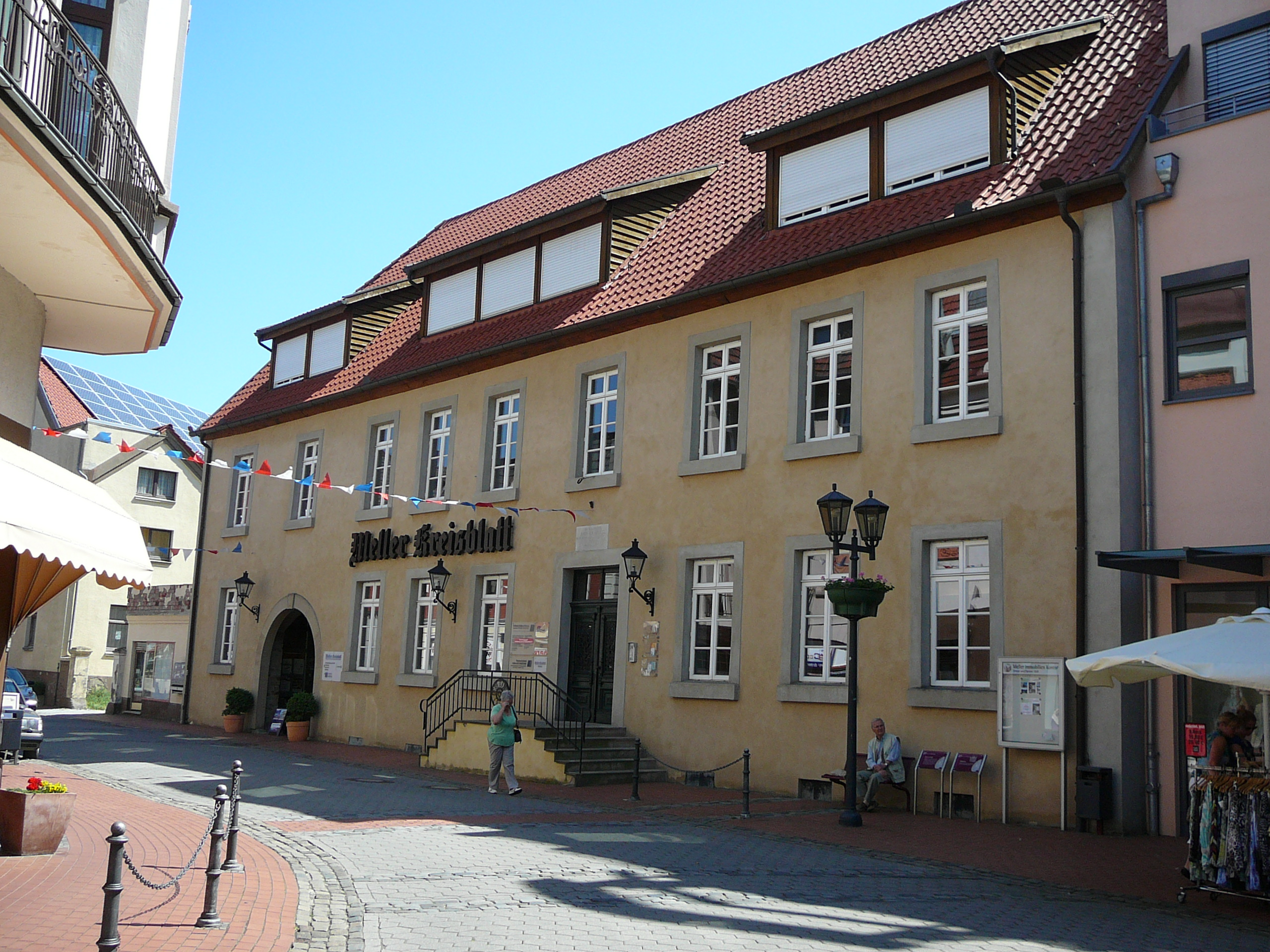
Haus vor Melle, dove Johanne von Voigts visse dal 1768 al 1796.

Soggiornava spesso a Osnabrück, 25 chilometri a ovest di Melle, soprattutto durante l'inverno, dove il marito non la accompagnava per più di 8 giorni. I genitori incoraggiarono le sue frequenti visite. Poiché suo fratello era stato ucciso da studente in un duello nel 1773 e Justus Möser non era legato alla morte del suo unico figlio, Jenny prese il suo posto.
Dopo la morte della madre nel 1787, si occupò della casa paterna a Osnabrück. Durante i numerosi soggiorni ai bagni di Bad Pyrmont, dove accompagnava il padre, fece conoscenza con diversi scrittori. Dopo la morte del padre, nel 1794, si separò di comune accordo dal marito. Nonostante le frequenti visite reciproche, Jenny gestì la propria casa nella casa ereditata dal padre in Hakenstraße a Osnabrück. Morì il 29 dicembre 1814 a Melle. La lapide della tomba che condivideva con il padre e la madre si trova oggi nella locale Chiesa di Santa Maria.
Molti dei suoi corrispondenti e conoscenti erano poeti e scrittori: gli anacreontici Ludwig Gleim e Johann Georg Jacobi; i filosofi illuministi Friedrich Nicolai e Johann Erich Biester; i membri del Göttinger Hainbund Friedrich Leopold zu Stolberg-Stolberg, Heinrich Christian Boie Anton Matthias Sprickmann, Christian Adolph Overbeck, Charlotte von Einem e Dorothea Wehrs, Friedrich Gottlieb Klopstock; vicino ai movimenti Empfindsamkeit e Sturm und Drang, Johann Wolfgang von Goethe, Friedrich Jacobi, Matthias Claudius, Friedrich von Matthisson, Elisa von der Recke, Jens Immanuel Baggesen, Friedrike Bruns, Johann Gottfried Herder, Gerhard Anton von Halem, Friedrich Bouterweck, Franz Michael Leuchsenring, Johann Joachim Eschenburg, Christian Clodius, August von Kotzebue, la principessa Gallitzin e August Wilhelm Schlegel; oltre a musicisti: Johann Friedrich Reichardt e Johann Friedrich Hugo von Dalberg.
Jenny von Voigts stessa fu creativamente attiva solo in misura limitata. Sono sopravvissute poesie occasionali, annotazioni nel registro di famiglia e poesie di canzoni. La Wiegenlied an mein Herz (Ninna nanna del mio cuore), a lei attribuita, si trova oggi al Deutsches Museum. I suoi giudizi letterari erano molto richiesti dai suoi contemporanei. Il suo amico di Melle, Winold Stühle, la definì “un'amica del mondo colto".

## Opere

### Lettere modificate
- 147 Lettere e poesie a Luise von Brandenburg-Schwedt;
- Lettere e poesie a Johann Wolfgang von Goethe.

### Altri scritti
Voigts divenne noto soprattutto come editore di Patriotische Phantasien, una raccolta di scritti del padre. Secondo Justus Möser, Johanne effettuò la selezione dei testi e scrisse la prefazione di alcuni dei volumi.
- Justus Möser, Patriotische Phantasien, 4 voll., Berlino 1775 e 1776, 1778, 1786, 1804.

### Documenti di archivio
- Archiv Oskar Fambach.
- Deutsches Biographisches Archiv, Fiche 1314, Sp. 182–184.
- Goethe-Museum Düsseldorf, Briefe an Jenny von Voigts von Johann Wolfgang von Goethe, 4. März 1782, Handschriften.
- Städtisches Museum Osnabrück, Jenny von Voigts-Ölgemälde, unbekannter Maler.
- Universitätsbibliothek Osnabrück, Möser-Dokumentationsstelle.
- Universitäts- und Landesbibliothek Münster, Jenny von Voigts-Scherenschnitt, Handschriftenabteilung, Sprickmann-Nachlass.

### Opere di riferimento
- Samuel Baur: Deutschlands Schriftstellerinnen. In der kaiserlichen Druckerei, King-Tisching (i. e.: Ulm) 1790.
- Carl Wilhelm Otto August von Schindel: Die deutschen Schriftstellerinnen des neunzehnten Jahrhunderts. Band 2: M – Z. Brockhaus, Leipzig 1825.
- Georg Christoph Hamberger (Begr.): Das gelehrte Teutschland oder Lexikon der jetzt lebenden teutschen Schrifftsteller. Abteilung 1: Johann Georg Meusel (Hrsg.): Das gelehrte Teutschland im neunzehnten Jahrhundert, nebst Supplementen zur fünften Ausgabe desjenigen im achtzehnten. Band 9 = Band 21 (des Gesamtwerkes): Johann Wilhelm Sigismund Lindner: T – Z. Herausgegeben von Johann Samuel Ersch. 5., durchaus vermehrte und verbesserte Ausgabe. Verlag der Meyerschen Buchhandlung, Lemgo 1827.
- Adalbert von Hanstein: Die Frauen in der Geschichte des deutschen Geisteslebens des 18. und 19. Jahrhunderts. Band 2: Die Frauen in der Jugendzeit der großen Volkserzieher und der großen Dichter. Freund & Wittig, Leipzig 1900.
- Karl Goedeke, Edmund Goetze: Grundriss zur Geschichte der deutschen Dichtung aus den Quellen. 3. Auflage. Ehlermann, Leipzig 1916, Bd. 4, Abtlg. 1. S. 44.
- Wilhelm Kosch: Deutsches Literatur-Lexikon. Biographisches und bibliographisches Handbuch. Band 4: Spartakus – Zyrl und Nachträge. 2., vollständig neubearbeitete und stark erweiterte Auflage. Francke, Bern 1958.
- Wilhelm Schulte: Westfälische Köpfe. 300 Lebensbilder bedeutender Westfalen. Biographischer Handweiser. 3., ergänzte Auflage. Aschendorff. Münster 1984, ISBN 3-402-05700-X.
- Rainer Hehemann: Biographisches Handbuch zur Geschichte der Region Osnabrück (= Schriftenreihe Kulturregion Osnabrück des Landschaftsverbandes Osnabrück e.V. Bd. 3). Rasch, Bramsche 1990, ISBN 3-922469-49-3.

### Pubblicazioni
- C. H. Schmid: Verzeichnis einiger jetztlebenden Schriftstellerinnen und ihrer Schriften. In: Journal von und für Deutschland. 5. Jg., 1. Stk., Template:ZDB, S. 138–142, hier S. 142, online.
- Allgemeiner literarischer Anzeiger. 3. Jg., Nr. 59, 1798, ZDB 533709-4, Sp. 615, online.
- Justus Friedrich Günther Lodtmann: Genealogie der Möserschen Familie. Eigenverlag, Osnabrück 1866. Template:ULBDD
- Ludwig Bäte: Jenny von Voigts. Eine vergessene Freundin Goethes. Heimatverlag der J. Schnellschen Buchhandlung u. a., Warendorf u. a. 1926.
- Ludwig Bäte: Das geistige Melle. In: Melle. Eine deutsche Kleinstadt. J. F. Selige, Melle 1924, S. 39–43.
- Maria Heilmann: Alte Meller Bürgerfamilien. Ein Beitrag zur Wirtschafts- und Sozialgeschichte der Stadt Melle im 17. und 18. Jahrhundert. In: Archiv für Landes- und Volkskunde von Niedersachsen. Bd. 23, 1944, Template:ZDB, S. 388–401.
- Eberhard Crusius: Der Freundeskreis der Jenny von Voigts, geb. Möser. Neue Briefe aus ihrem Nachlaß mit einer Tafel. In: Osnabrücker Mitteilungen. Bd. 68, 1959, ISSN 0474-8158 (WC · ACNP), S. 221–271.
- Maria Heilmann: Bedeutende Meller Persönlichkeiten. In: Edgar Schroeder (Red.): Melle in acht Jahrhunderten. Ernst Knoth Verlag, Melle 1969, S. 221–232.
- Manfred Schlösser, Günter Jäckel (Hrsg.): Das Volk braucht Licht. Frauen zur Zeit des Aufbruchs 1790–1848 in ihren Briefen (= Agora Schriftenreihe 22/23). 11.–20. Tausend der Gesamtauflage, 1.–3. Tsd. der wesentlich verbesserten und durch einen Anhang erweiterte Auflage. Agora, Darmstadt u. a. 1970, ISBN 3-87008-013-2.
- William Sheldon, Ulrike Sheldon: Im Geist der Empfindsamkeit. Freundschaftsbriefe der Mösertochter Jenny von Voigts an die Fürstin von Anhalt-Dessau 1780–1808 (= Osnabrücker Geschichtsquellen und Forschungen. Bd. 17, ISSN 0474-814X (WC · ACNP)). Wenner, Osnabrück 1971.
- Brigitte Erker: Jenny von Voigts, geb. Möser (1749–1814) in Pyrmont – „bey vielen der Gegenstand der Anmerckungen“. In: Kathleen Burrey, Karl Piosecka (Hrsg.): Pyrmont im 18. Jahrhundert. Zum grenzüberschreitenden Potenzial eines Kurorts zur Zeit der Aufklärung. Aschendorff Verlag, Münster 2024, ISBN 978-3-402-24982-6, S. 199–234.